# 디코토모시폰과
디코토모시폰과(Dichotomosiphonaceae)는 갈파래강 깃털말목에 속하는 녹조류과의 하나이다. 3속 34종으로 이루어져 있다.

## 하위 속
- 아브라인빌레아속 (Avrainvillea) Decaisne, 1842 - 30종
- 클라도케팔루스속 (Cladocephalus) M.Howe, 1905 - 3종
- 디코토모시폰속 (Dichotomosiphon) A.Ernst, 1902 - 유일종 D. tuberosus